# Euchirella amoena
Euchirella amoena är en kräftdjursart som beskrevs av Giesbrecht 1888. Euchirella amoena ingår i släktet Euchirella och familjen Aetideidae. Inga underarter finns listade i Catalogue of Life.